# Ole Ritter
Pour les articles homonymes, voir Ritter.
Ole Ritter, né le 29 août 1941 à Slagelse, est un ancien coureur cycliste danois des années 1960-1970. Il a détenu, en 1968, le record de l'heure cycliste avec 48 km 653. Il a également pulvérisé, en 1965, le record du monde des 100 kilomètres en 2 h 19 min 01 s 60 à Rome.

## Palmarès sur route

### Palmarès amateur
- 1962
  -  Champion du Danemark sur route amateurs
  - 2e du championnat des Pays nordiques sur route
  -  Médaillé d'argent du championnat du monde du contre-la-montre par équipes
  -  Médaillé d'argent du championnat du monde sur route amateurs
- 1964
  -  Champion du Danemark sur route amateurs
  - Une étape du Tour de Yougoslavie
- 1965
  - Champion des Pays nordiques du contre-la-montre par équipes
  - Sex-Dagars :
    - Classement général
    - 1re et 5ea (contre-la-montre) étapes

  - 5e du championnat du monde sur route amateurs
- 1966
  - Champion des Pays nordiques sur route
  -  Champion du Danemark sur route amateurs
  - Tour du Jutland
  - 3e du Tour de Belgique amateurs
  - 8e du championnat du monde sur route amateurs

### Palmarès professionnel
| - 1967 - 16e étape du Tour d'Italie (contre-la-montre) - 3e de Milan-Vignola - 3e du Grand Prix de Forli - 3e du Grand Prix de Belgique - 3e du Tour du Latium - 1968 - Trophée Matteotti - 2e du Tour de la province de Reggio de Calabre - 2e du Trophée Baracchi (avec Herman Van Springel) - 3e de Milan-Vignola - 3e du Critérium des As - 1969 - 5eb étape du Tour de Sardaigne (contre-la-montre) - 17e étape du Tour d'Italie - 1reb étape de la Cronostaffetta (contre-la-montre) - 2e du Tour du Piémont - 2e du Grand Prix de l'industrie de Belmonte-Piceno - 2e du Tour des Marches - 2e de la Cronostaffetta - 2e du Grand Prix de Lugano - 2e du Trophée Baracchi (avec Gianni Motta) - 4e du Grand Prix des Nations - 1970 - 2e étape de Paris-Nice - Grand Prix de l'industrie de Belmonte-Piceno - Grand Prix de Forli - Grand Prix de Lugano - 2e du Grand Prix des Nations - 2e du Trophée Baracchi (avec Leif Mortensen) - 3e du Tour de Romagne - 3e du Tour des Marches - 6e du Tour de Lombardie - 9e du Tour d'Italie | - 1971 - 4ea étape du Tour de Sardaigne (contre-la-montre) - 20eb étape du Tour d'Italie (contre-la-montre) - 1rea étape de la Cronostaffetta (contre-la-montre) - 2e du Grand Prix Diessenhofen - 2e du Tour du Latium - 2e du Tour d'Émilie - 3e du Tour de la province de Reggio de Calabre - 3e du Tour de Romagne - 9e du Tour des Flandres - 9e du championnat du monde sur route - 1972 - Grand Prix Diessenhofen (contre-la-montre) - 3e du Grand Prix Cemab - 3e du Grand Prix de Lugano - 9e de Paris-Roubaix - 1973 - 7e du Tour de Romandie - 7e du Tour d'Italie - 1974 - 2e étape du Tour du Levant - 3e étape du Tour des Pouilles - Grand Prix de Lugano - 2e du Tour des Pouilles - 2e du Tour des Marches - 9e du Tour de Lombardie |  |

## Résultats sur les grands tours

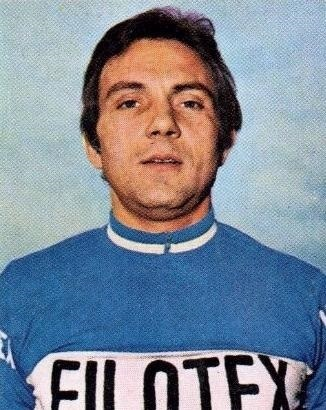
Ole Ritter en 1974.

### Tour de France
1 participation
- 1975 : 47e

### Tour d'Italie
9 participations
- 1967 : abandon, vainqueur de la 16e étape (contre-la-montre)
- 1968 : 49e
- 1969 : abandon, vainqueur de la 17e étape
- 1970 : 9e
- 1971 : 24e, vainqueur de la 20eb étape (contre-la-montre)
- 1972 : 11e
- 1973 : 7e
- 1974 : abandon (14e étape)
- 1976 : abandon (10e étape)

## Palmarès sur piste

### Championnats du monde
- Rome 1968
  -  Médaillé d'argent de la poursuite
- Varèse 1971
  - 4e de la poursuite

### Six jours
- Six Jours de Herning : 1974 et 1975 (avec Léo Duyndam)
- Six Jours de Copenhague : 1977 (avec Patrick Sercu)

### Championnats d'Europe
- 1976
  -  Champion d'Europe derrière derny
- 1977
  -  Médaillé de bronze de la course derrière derny

### Records
- Record de l'heure cycliste homologué UCI de 1968 à 1972 : 48 km 653 en 1968.
- Record des 100 km homologué UCI de 1965 à Rome : 2 h 19 min 01 s 60[3]

## Filmographie
- Stars and Watercarriers (Stjernerne og vandbærerne en danois) : film de 1974, tourné par le réalisateur danois Jørgen Leth. Il suit les fortunes diverses de Ritter lors du Tour d'Italie 1973. Le film donne un aperçu d'une course à étapes de trois semaines, dramatisant les rôles et les objectifs des différents coureurs en course. Le chagrin des étapes de montagne, l'intensité du contre-la-montre (connu comme l'« épreuve de vérité »), des moments tranquilles sur la route et le quotidien banal des coureurs font tous partie du film[4].
- The Impossible (Den umulige time en danois), documentaire de Jørgen Leth sorti en 1974[5]